# Kombinované úročení
Kombinované úročení se používá v případech, kdy úrokovací dobu t tvoří několik celých úrokovacích období a ještě část úrokovacího období na začátku nebo na konci úrokovací doby. Pokud je doba úročení celé číslo, jedná se o složené úročení.
Ovšem samotné kombinované úročení není novým typem úročení, ale jedná se pouze o kombinaci jednoduchého úročení a složeného úročení.
Pravidlo je prosté:
- Za dobu kratší než jeden rok se používá jednoduché úročení
- Za celé roky složené úročení

Je třeba si uvědomit, že úroky se připisují vždy na konci roku a tudíž začínáme-li úročit v průběhu roku je třeba nejprve jednoduché úročení na konci spočítat částku a až poté pokračovat úročením složeným.